# NGC 6345
NGC 6345 is een lensvormig sterrenstelsel in het sterrenbeeld Draak. Het hemelobject werd op 13 mei 1887 ontdekt door de Amerikaanse astronoom Lewis A. Swift.

## Synoniemen
- MCG 10-24-115
- ZWG 299.65
- PGC 59945